# بطولة إفريقيا للكرة الطائرة للرجال 1995
بطولة أفريقيا للكرة الطائرة للرجال 1995هي الدورة ال10 من البطولة، نظمت بين 13 و21 أكتوبر 1995 في تونس العاصمة (تونس). تجمع نهائياتها أفضل 6 فرق أفريقية في كرة طائرة.

فاز منتخب تونس لكرة الطائرة بهذه الدورة.

## المنتخبات المشاركة
- تونس
- مصر
- المغرب
- الجزائر
- الكاميرون
- كينيا

## الترتيب النهائي
| المركز                 | المنتخب   |
| ---------------------- | --------- |
| ميدالية ذهبية, إفريقيا | تونس      |
| ميدالية فضية, إفريقيا  | مصر       |
|                        | الجزائر   |
| 4                      | المغرب    |
| 5                      | الكاميرون |
| 6                      | كينيا     |